# Час і Події
Час і Події (англ. Chas  i  Podii) — щотижнева незалежна україномовна газета, що виходить у Чикаго (США).

## Історія
Перший номер вийшов у травні 1996 року з ініціативи Анатолія Гороховського, який і став першим головним редактором газети. У лютому 2004 року з двотижневика перетворилась на щотижневик. У травні 2004 ініціювали випуск газети для молоді «Молодіжне Перехрестя».
У 2006 році відкрився вебсайт видання.
У 2011 році силами редакції було створено українське радіо “UkieDrive”.
Дописувачами газети в різний час були такі провідні журналісти діаспори, як Сергій Воловик, Лука Костелина, дотепер для газети працюють Настасія Марусик, Юрій Атаманюк, Лідія Корсун.
Попри економічні труднощі 2020 року, спричинені епідемією COVID-19, газета виходила друком, і певний час лишалася єдиною із паперових українських видань Чикаго.
Зараз, зважаючи на бурхливе політичне життя у США, газета приділяє чималу увагу не тільки українським, а й внутрішньоамериканським подіям, тісно співпрацює з адміністрацією Cook County, інформує читачів про податки та місцеві новини округу, є чи не єдиним засобом масової інформації, котрий робить регулярні щотижневі огляди новин Чикаго українською мовою.

### Керівництво
Першим головним редактором був Анатолій Гроховський, з 2009–2011 — Лариса Кухар, Шеф-редактор газети з 2011 — Віктор Рибаченко. Головний редактор з травня 2011 по травень 2021 включно — Марина Олійник.
Власник видання — Софія Разумова (Чикаго).